# Il covo nascosto
Il covo nascosto (The password to Larkspur Lane) è un romanzo giallo di Mildred Wirt Benson, pubblicato con lo pseudonimo collettivo di Carolyn Keene del 1933.
Il libro fa parte della serie di gialli dedicati a Nancy Drew.

## Trama
Nel giardino di casa sua, Nancy Drew trova un piccione viaggiatore ferito che porta un messaggio misterioso. Il messaggio è la chiave per un intrigo che ha coinvolto il dottore di famiglia negli affari loschi di una banda criminale che agisce ai danni di un'anziana e ricca signora. Il piccione la porterà sulle tracce di una clinica nascosta, in cui lavora una spietata associazione che adesca e truffa persone ricche ed è esperta in droghe e ricatti.

## Opere derivate
Nel 1938, sulla base del romanzo, è stato tratto il film Nancy Drew… Detective, regia di William Clemens, con Bonita Granville, John Litel e James Stephenson.

## Edizioni in italiano
- Mildred Augustine Wirt, Il covo nascosto, (Carolyn Keene), Il giallo dei ragazzi n. 2,, Milano: Mondadori, 1970; 1975; 1977